# جون أريما
جون أريما (باليابانية: 有間潤؛ بالكانا: ありま じゅん) هو لاعب كرة قدم ياباني في مركز الهجوم، ولد في 6 أغسطس 1992 في إهيمه في اليابان. لعب مع Sony Sendai FC ‏.

## وصلات خارجية
- جون أريما على موقع رابطة كرة القدم اليابانية للمحترفين (اليابانية)
- جون أريما على موقع Soccerway.com (الإنجليزية)